# Capo Krusenstern

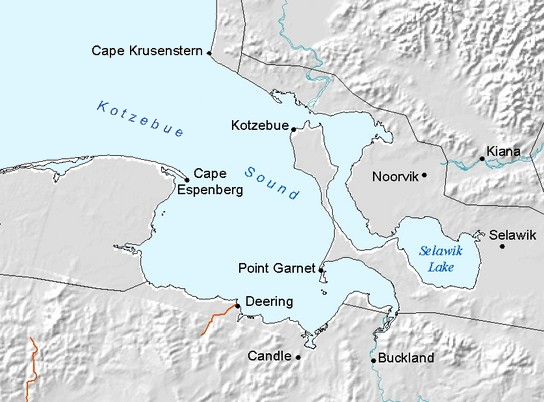
Mappa del Kotzebue Sound con Capo Krusenstern

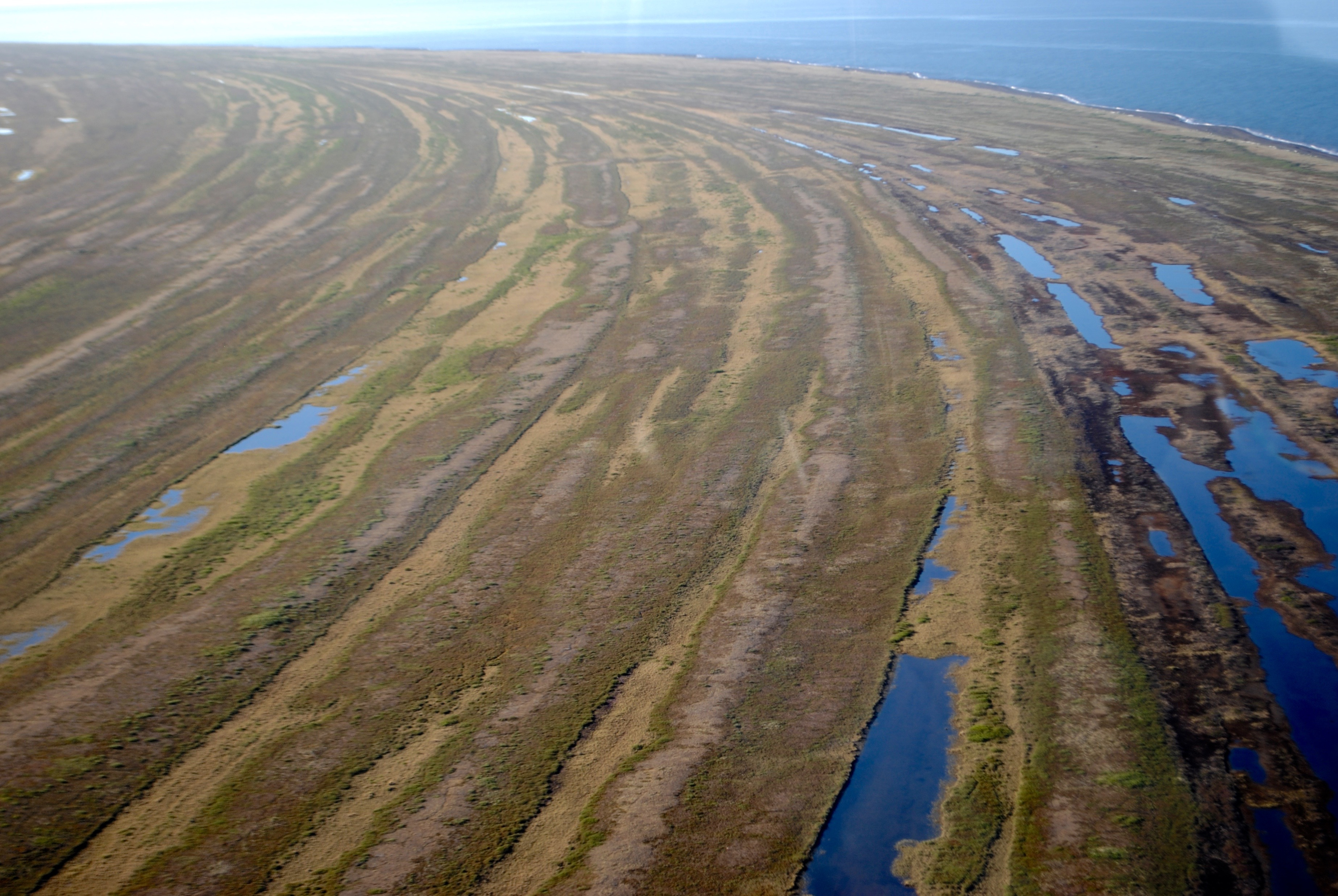
Creste sulla spiaggia di Capo Krusenstern

Capo Krusenstern (in lingua inglese: Cape Krusenstern) è un promontorio dell'Alaska nord-occidentale che si affaccia sul mare Artico. Costituisce il punto di delimitazione nord fra il Mare di Chukchi ed il Kotzebue Sound.
Il capo venne battezzato dal capitano di marina tedesco Otto von Kotzebue che esplorò l'area nel 1816 e lo dedicò all'ammiraglio von Krusenstern.
L'area di Capo Krusenstern è ricca di reperti archeologici. Gli scavi più importanti furono condotti dall'archeologo americano Louis Giddings negli anni '40 e '50. La maggiore concentrazione di reperti è stata trovata in 114 creste situate sulla spiaggia lungo il litorale sud del capo. Le creste, costituite per lo più da depositi calcarei e sabbia, si sono formate circa 4.000-5.000 anni fa a causa delle correnti marine lungo la costa. In esse sono state rinvenute pit-house e resti appartenenti a diverse epoche e culture. Le creste più antiche, poste nell'entroterra, contengono reperti della cultura Denbigh. Spostandosi verso la linea costiera si incontrano culture via via più recenti.
Capo Krusenstern, le aree litoranee a nord e sud del capo, ed il relativo entroterra fino alla valle del fiume Noatak, fanno parte del parco nazionale denominato Cape Krusenstern National Monument.